# Maira setipes
Maira setipes là một loài ruồi trong họ Asilidae. Maira setipes được Walker miêu tả năm 1861. Loài này phân bố ở miền Australasia.